# Туменцецегийн Уйтумен
Туменцецегийн Уйтумен (22 лютого 1971) — монгольський боксер, призер чемпіонату світу та Азійських ігор, чемпіон Азії.

## Аматорська кар'єра
На Азійських іграх 1994 програв у першому бою майбутньому переможцю Цуйосі Яегасі (Японія).
На чемпіонаті Азії 1995 став чемпіоном, здобувши чотири перемоги, у тому числі в фіналі над Мухаммадкадиром Абдуллаєвим (Узбекистан) — 15-12.
На Олімпійських іграх 1996 переміг Мігеля Мохіка (Домініканська Республіка) — 7-1 і програв Терренсу Котен (США) — 9-10.
На чемпіонаті світу 1997 став срібним призером.
- В 1/16 фіналу переміг Елвіса Макама (ПАР) — 11-4
- В 1/8 фіналу переміг Міклоша Варга (Угорщина) — RSC 1
- У чвертьфіналі переміг Володимира Колесника (Україна) — 8-2
- У півфіналі переміг Кобу Ґоґоладзе (Грузія) — AB 1
- У фіналі програв Олександру Малетіну (Росія) — 7-15

На Азійських іграх 1998 завоював бронзову медаль.
На чемпіонаті світу 1999 переміг Тиграна Узляна (Греція) і програв Норману Шустер (Німеччина).
На Олімпійських іграх 2000 програв у першому бою Алмазбеку Раїмкулову (Киргизстан) — 4-15.